# Luis Pérez Raygosa
Luis Pérez Raygosa (* 21. August 1973 in Mexiko-Stadt) ist ein mexikanischer Geistlicher und römisch-katholischer Weihbischof in Mexiko-Stadt.

## Leben
Carlos Enrique Samaniego López empfing am 13. Mai 2000 das Sakrament der Priesterweihe für das Erzbistum Mexiko. Nach zwei Jahren als Präfekt am Priesterseminar sowie am Knabenseminar von Mexiko-Stadt begann er 2002 ein Studium an der Päpstlichen Universität Gregoriana, wo er ein Lizenziat im Fach Spiritualität erwarb.
Im Jahr 2004 wurde er erneut Präfekt am Priesterseminar, an dem er von 2007 bis 2019 für den Bereich der Spiritualität verantwortlich war. Von 2007 bis 2012 gehörte er dem Konsultorenkollegium und dem Priesterrat des Erzbistums an. Von 2015 bis 2019 war er für die Arbeit der diözesanen Kommission für die Heiligsprechungsverfahren verantwortlich. 2017 wurde er zum Domherrn und Kapitelssekretär an der Kathedrale von Mexiko-Stadt berufen. Gleichzeitig übernahm er die Leitung der Pfarrei San Jacinto und wurde Bischofsvikar für das Vikariat Miguel Agustín Pro.
Am 25. Januar 2020 ernannte ihn Papst Franziskus zum Titularbischof von Suava und zum Weihbischof in Mexiko-Stadt. Der Erzbischof von Mexiko-Stadt, Carlos Kardinal Aguiar Retes, spendete ihm und den mit ihm ernannten Weihbischöfen Héctor Mario Pérez Villareal und Francisco Daniel Rivera Sánchez MSpS am 19. März desselben Jahres die Bischofsweihe. Der Weihegottesdienst in der Basilika Unserer Lieben Frau von Guadalupe in Mexiko-Stadt fand wegen der COVID-19-Pandemie weitgehend unter Ausschluss der Öffentlichkeit statt. Kardinal Aguiar Retes ernannte ihn im Anschluss an die Weihe zum Bischofsvikar für die Seelsorge.